# Campionati mondiali di volo con gli sci 1998
I Campionati mondiali di volo con gli sci 1998, quindicesima edizione della manifestazione, si svolsero dal 22 al 25 gennaio a Oberstdorf, in Germania, e contemplarono esclusivamente la gara individuale maschile. Furono realizzate due serie di salti, valide anche ai fini della Coppa del Mondo di salto con gli sci 1998.

## Risultati
| Posizione | Atleta           | Nazione  | Punti |
| --------- | ---------------- | -------- | ----- |
| 1         | Kazuyoshi Funaki | Giappone | 776,4 |
| 2         | Sven Hannawald   | Germania | 768,9 |
| 3         | Dieter Thoma     | Germania | 749,9 |
| 4         | Henning Stensrud | Norvegia | 733,7 |
| 5         | Lasse Ottesen    | Norvegia | 730,4 |
| 6         | Primož Peterka   | Slovenia | 714,9 |

Trampolino: Heini Klopfer

## Medagliere per nazioni
| Posizione | Nazione  | Oro | Argento | Bronzo | Totale |
| --------- | -------- | --- | ------- | ------ | ------ |
| 1         | Giappone | 1   | 0       | 0      | 1      |
| 2         | Germania | 0   | 1       | 1      | 2      |